# Чили на зимних Олимпийских играх 2006
Чили принимала участие в зимних Олимпийских играх 2006 года в Турине (Италия) в тринадцатый раз за свою историю, но не завоевала ни одной медали.

## Состав сборной
Чилийская сборная состояла из 9 спортсменов: 5 мужчин и 4 женщины соревновались в горнолыжном спорте и биатлоне.
Самой юной участницей сборной была 15-летняя горнолыжница Ноэль Бараона, старшей участницей была 29-летняя биатлонистка Вероника Избей.
Знаменосцем на церемонии открытия была горнолыжница Даниэла Ангита, на церемонии закрытия — биатлонист Марко Суньига.

## Результаты
Лучшим результатом чилийской сборной стало 30 место горнолыжницы Ноэль Бараона в комбинации.

### Биатлон
Женщины
| Спортсменка    | Соревнование               | Дата       | Результат | Результат         | Результат |
| Спортсменка    | Соревнование               | Дата       | Время     | Промахи           | Место     |
| -------------- | -------------------------- | ---------- | --------- | ----------------- | --------- |
| Вероника Избей | 7,5 км спринт              | 16 февраля | 33:52,0   | 4 (1 + 3)         | 83        |
| Вероника Избей | 15 км индивидуальная гонка | 13 февраля | 1:14:55.3 | 7 (2 + 2 + 1 + 2) | 81        |

Мужчины
| Спортсмен     | Соревнование               | Дата       | Результат | Результат         | Результат |
| Спортсмен     | Соревнование               | Дата       | Время     | Промахи           | Место     |
| ------------- | -------------------------- | ---------- | --------- | ----------------- | --------- |
| Марко Суньига | 10 км спринт               | 14 февраля | 33:38,1   | 1 (1 + 0)         | 87        |
| Марко Суньига | 20 км индивидуальная гонка | 11 февраля | 1:11:02,5 | 5 (1 + 1 + 1 + 2) | 86        |

### Горнолыжный спорт
Соревнования проводились в Сестриере и Чезана Сан Сикарио с 12 до 25 февраля 2006.
Женщины — супергигант
Соревнования проходили 20 февраля в Чезана Сан Сикарио.
| Спортсменка        | Время           | Место |
| ------------------ | --------------- | ----- |
| Даниэла Ангита     | не финишировала | —     |
| Макарена Бенвенуто | 1:41,52         | 50    |

Женщины — комбинация
1 попытка в скоростном спуске + 2 попытки в слаломе. Соревнования проходили 18 февраля также в Сан Сикарио.
| Спортсменка   | 1 спуск | 2 спуск | 3 спуск | Всего   | Место |
| ------------- | ------- | ------- | ------- | ------- | ----- |
| Ноэль Бараона | 47,62   | 56,39   | 1:42,61 | 3:26,62 | 30    |

Мужчины
| Микаэль Гайме | скоростной спуск  | 1:55,73        | 41 |
| Микаэль Гайме | супергигант       | 1:39,68        | 54 |
| Мауи Гайме    | скоростной спуск  | 1:56,10        | 42 |
| Мауи Гайме    | супергигант       | 1:36,85        | 47 |
| Дункан Гроб   | супергигант       | 1:36,24        | 44 |
| Дункан Гроб   | гигантский слалом | не финишировал | —  |
| Хорхе Мандру  | скоростной спуск  | 1:58,77        | 49 |

Мужчины — комбинация
1 попытка в скоростном спуске + 2 попытки в слаломе. Соревнования проходили 14 февраля в Сестриере.
| Спортсмен    | 1 спуск | 2 спуск | 3 спуск           | Всего             | Место |
| ------------ | ------- | ------- | ----------------- | ----------------- | ----- |
| Хорхе Мандру | 1:45,81 | 52,92   | дисквалифицирован | дисквалифицирован | —     |